# Klemensas Rimšelis

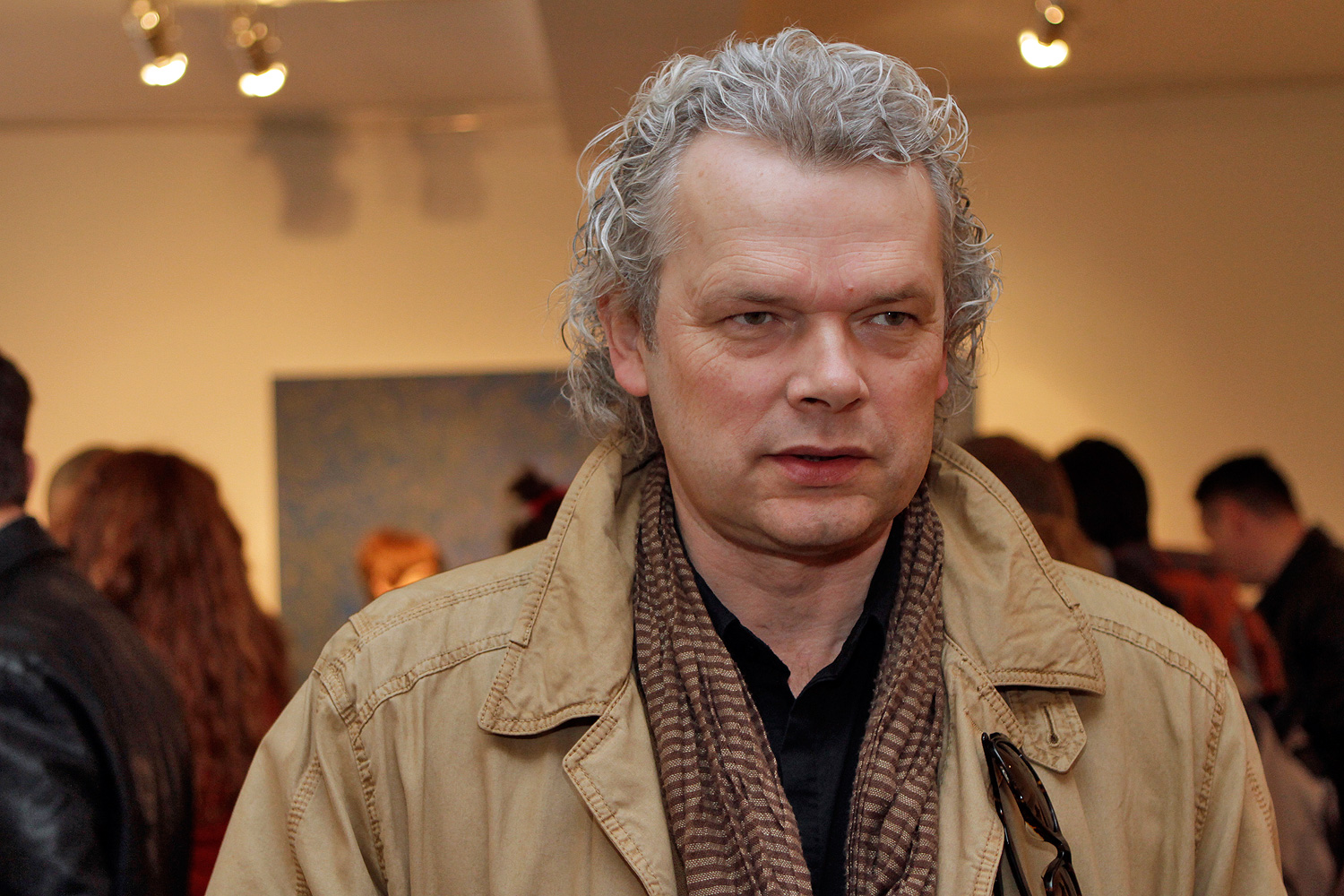
Klemensas Rimšelis, 2010

Klemensas Rimšelis (* 4. August 1958 in Kaunas) ist ein litauischer Manager und liberaler Politiker.

## Leben
Nach dem Abitur 1976 an der Salomėja-Nėris-Sportmittelschule absolvierte er 1982 das Diplomstudium der Mechanik am Kauno politechnikos institutas (KPI). 1993 und 1997 bildete er sich weiter in den USA, 1994 in den Niederlanden. Von 1984 bis 1990 war er wissenschaftlicher Mitarbeiter am Forschungszentrum „Vibrotechnika“ des KPI. 
Ab 1990 war er Deputat im Rat der Stadtgemeinde Kaunas, 1992 stellvertretender Vorsitzender des Stadtrats, von 1995 bis 1997 Mitglied des Rats. Von 2000 bis 2004 war er Mitglied im Seimas. Seit 2010 leitet er das Sportdepartement der Regierung Litauens.
Ab 1988 war Mitglied von Sąjūdis, ab 1994 der Lietuvos liberalų sąjunga, ab 2003 der Liberalų ir centro sąjunga.

## Familie
Rimšelis ist verheiratet. Mit Frau Jolanta hat er die Kinder Kasparas und Adomas.